# Atresplayer
 (mai 2023).
Si vous disposez d'ouvrages ou d'articles de référence ou si vous connaissez des sites web de qualité traitant du thème abordé ici, merci de compléter l'article en donnant les références utiles à sa vérifiabilité et en les liant à la section « Notes et références ».
Atresplayer est un service de transmission de vidéo à la demande par abonnement pour le streaming vidéo à la demande sur Internet et la télévision d'Atresmedia. Le service est disponible dans le monde entier et sur une large gamme d'appareils, y compris les téléphones portables et les tablettes, les ordinateurs personnels et les téléviseurs intelligents.
Il est possible de regarder des chaînes de télévision ou des marques telles que Flooxer ou Neox Kidz Novelas Nova. De plus, vous pouvez regarder en direct des séries, des programmes, des actualités, des feuilletons, du sport, des séries pour enfants et les chaînes du groupe.
D'autre part, la plateforme dispose d'un service payant de distribution de contenu appelé Atresplayer Premium. Ce service permet le visionnage en 4K, le son Dolby Atmos-Vision, le téléchargement de contenus exclusifs (à l'exception de Novelas Nova) et aucune interruption pour les abonnés.
Pour regarder l'intégralité des contenus proposés par les chaînes d'Atresmedia, il est nécessaire de s'inscrire sur la plateforme et après un mois, il faudra obtenir Atresplayer Premium.
Atresplayer Premium compte plus de 450 000 abonnés, son principal concurrent étant la plateforme Mitele+, qui compte 109 000 abonnés. Son catalogue comprend également des séries mondiales telles que Family Guy et American Dad. Il est également possible de profiter de contenus avant leur diffusion en clair ou de contenus exclusifs comme le biopic Veneno, dont le succès est à l'origine de la majorité des abonnements.

## Formats originaux d'Atresplayer Premium

### Séries

#### Séries originales
| Titre                            | Lancement         | Fin               | Saisons / épisodes      | État                            |
| -------------------------------- | ----------------- | ----------------- | ----------------------- | ------------------------------- |
| El nudo                          | 24 novembre 2019  | 16 février 2020   | 1 saison / 13 épisodes  | Terminée                        |
| #Luimelia                        | 14 février 2020   | 12 septembre 2021 | 4 saisons / 26 épisodes | Terminée                        |
| Veneno                           | 29 mars 2020      | 25 octobre 2020   | 1 saison / 8 épisodes   | Terminée                        |
| ByAnaMilán                       | 8 novembre 2020   | 24 octobre 2021   | 2 saisons / 16 épisodes | Terminée                        |
| #Luimelia '77                    | 22 novembre 2020  | 13 décembre 2020  | 1 saison / 4 épisodes   | Terminée                        |
| Física o Química: El reencuentro | 27 décembre 2020  | 3 janvier 2021    | 1 saison / 2 épisodes   | Terminée                        |
| Los protegidos: El regreso       | 19 septembre 2021 |                   | 2 saisons / 10 épisodes | En attente                      |
| Cardo                            | 7 novembre 2021   | 12 mars 2023      | 2 saisons / 12 épisodes | Terminée                        |
| L'Âge de la colère               | 27 février 2022   | 20 mars 2022      | 1 saison / 4 épisodes   | Terminée                        |
| Historias de Protegidos          | 24 avril 2022     | 28 août 2022      | 1 saison / 5 épisodes   | Terminée                        |
| Dos años y un día                | 3 juillet 2022    | 31 juillet 2022   | saison / 6 épisodes     | Terminée                        |
| Historias de UPA Next            | 11 septembre 2022 | 16 octobre 2022   | saison / 6 épisodes     | Terminée                        |
| La novia gitana                  | 25 septembre 2022 |                   | 1 saison / 8 épisodes   | Renouvelée jusqu'à la 2e saison |
| La ruta                          | 13 novembre 2022  |                   | 1 saison / 8 épisodes   | Renouvelée jusqu'à la 2e saison |
| UPA Next                         | 25 décembre 2022  |                   | 1 saison / 8 épisodes   | En cours de diffusion           |
| Nacho                            | 5 mars 2023       |                   | 1 saison / 8 épisodes   | En attente                      |
| En attente de lancement          |                   |                   |                         |                                 |
| Las noches de Tefía              | 25 juin 2023      | À venir           | 1 saison 6 épisodes     | En attente de lancement         |
| Zorras                           | À venir           | À venir           | 1 saison / ? épisodes   | En attente de lancement         |
| Camilo Superstar                 | À venir           | À venir           | 1 saison / 4 épisodes   | En attente de lancement         |
| Déjate ver                       | À venir           | À venir           | 1 saison / ? épisodes   | En attente de lancement         |
| Vestidas de azul                 | À venir           | À venir           | 1 saison / ? épisodes   | En attente de lancement         |
| Red Flags                        | À venir           | À venir           | 1 saison / ? épisodes   | En attente de lancement         |
| Santuario                        | À venir           | À venir           | 1 saison / ? épisodes   | En attente de lancement         |
| El gran salto                    | À venir           | À venir           | 1 saison / ? épisodes   | En attente de lancement         |

#### Suite de la série d'Antena 3
| Série   | Atresplayer original | Lancement         | Fin              | Saisons / épisodes    | État     |
| ------- | -------------------- | ----------------- | ---------------- | --------------------- | -------- |
| Toy Boy | 2e saison            | 26 septembre 2021 | 21 novembre 2021 | 1 saison / 8 épisodes | Terminée |

#### Spéciales
| Série                           | Lancement        |
| ------------------------------- | ---------------- |
| Una Navidad con Samantha Hudson | 19 décembre 2021 |
| El gran hotel de las reinas     | 26 décembre 2021 |
| El gran hotel de las reinas 2   | 8 janvier 2023   |

#### Séries d'avant-premières pour Antena 3
| Titre                   | Lancement        | Fin               | Saisons / épisodes     | État                    |
| ----------------------- | ---------------- | ----------------- | ---------------------- | ----------------------- |
| Toy Boy                 | 8 septembre 2019 | 1er décembre 2019 | 1 saison / 13 épisodes | Terminée                |
| Perdida                 | 7 janvier 2020   | 18 mars 2020      | 1 saison / 11 épisodes | Terminée                |
| L'Autre Côté            | 19 janvier 2020  | 12 avril 2020     | 1 saison / 13 épisodes | Terminée                |
| Mentiras                | 19 avril 2020    | 24 mai 2020       | 1 saison / 6 épisodes  | Terminée                |
| Benidorm                | 7 juin 2020      | 26 juillet 2020   | 1 saison / 8 épisodes  | Terminée                |
| Deudas                  | 24 janvier 2021  | 18 avril 2021     | 1 saison / 13 épisodes | Terminée                |
| La cocinera de Castamar | 21 février 2021  | 9 mai 2021        | 1 saison / 12 épisodes | Terminée                |
| Alba                    | 28 mars 2021     | 20 juin 2021      | 1 saison / 13 épisodes | Terminée                |
| Los hombres de Paco     | 10 mai 2021      | 5 septembre 2021  | 1 saison / 16 épisodes | Terminée                |
| Señor, dame paciencia   | 2 janvier 2022   | 20 février 2022   | 1 saison / 8 épisodes  | Terminée                |
| Heridas                 | 17 avril 2022    | 10 juillet 2022   | 1 saison / 13 épisodes | Terminée                |
| Indomptables            | 15 janvier 2023  |                   | 1 saison / 8 épisodes  | En diffusion            |
| En attente de lancement |                  |                   |                        |                         |
| Entre tierras           | À venir          | À venir           | 1 saison / 10 épisodes | En attente de lancement |
| Honor                   | À venir          | À venir           | 1 saison / 8 épisodes  | En attente de lancement |
| La pasión turca         | À venir          | À venir           | 1 saison / 6 épisodes  | En attente de lancement |
| Beguinas                | À venir          | À venir           | 1 saison / 10 épisodes | En attente de lancement |

#### Séries Flooxer prépubliées
| Titre               | Lancement        | Fin            | Saisons / épisodes    | État                    |
| ------------------- | ---------------- | -------------- | --------------------- | ----------------------- |
| Campamento Albanta  | 26 juillet 2020  | 9 août 2020    | 1 saison / 6 épisodes | Terminée                |
| Gente hablando      | 2 février 2021   | 2 février 2021 | 1 saison / 6 épisodes | Terminée                |
| La reina del pueblo | 27 juin 2021     | 27 juin 2021   | 1 saison / 6 épisodes | Terminée                |
| Crímenes online     | 4 septembre 2022 | 2 octobre 2022 | 1 saison / 6 épisodes | Terminée                |
| ¡Martita!           | À venir          | À venir        | 1 saison / ? épisodes | En attente de lancement |

#### Séries acquises
| Titre                      | Lancement       | Fin             | Saisons / épisodes      | Canal d'origine | État       |
| -------------------------- | --------------- | --------------- | ----------------------- | --------------- | ---------- |
| Cuatros bodas y un funeral | 6 octobre 2019  | 8 décembre 2019 | 1 saison / 10 épisodes  | Hulu            | Terminée   |
| Creepshow                  | 25 octobre 2020 |                 | 2 saisons / 36 épisodes | Shudder         | En attente |

### Documentaires

#### Séries documentaires
| Titre                          | Lancement       | Fin             | Saisons / épisodes      | État                         |
| ------------------------------ | --------------- | --------------- | ----------------------- | ---------------------------- |
| Pongamos que hablo de...       | 24 mai 2020     |                 | 9 saisons / 27 épisodes | renouvelée jusqu'à 9 saisons |
| Pajares&CIA                    | 23 janvier 2022 | 20 février 2022 | 1 saison / 5 épisodes   | Terminée                     |
| Los Borbones: Una familia real | 31 mai 2022     | 26 juin 2022    | 1 saison / 6 épisodes   | En diffusion                 |
| En attente de lancement        |                 |                 |                         |                              |
| No se lo digas a nadie         | 28 mai 2023     | À venir         | 1 saison / 5 épisodes   | En attente de lancement      |
| Tino Casal                     | À venir         | À venir         | 1 saison / ? épisodes   | En attente de lancement      |

#### Films documentaires
| Titre                             | Lancement         |
| --------------------------------- | ----------------- |
| Mr. Trump, disculpe las molestias | 3 novembre 2019   |
| El instante decisivo              | 18 octobre 2020   |
| Ellas                             | 1er novembre 2020 |
| Mas de Veneno, el documental      | 13 décembre 2020  |
| En attente de lancement           |                   |
| El enigma de Nadiuska             | À venir           |

#### Documentaires acquis
| Titre                    | Lancement         |
| ------------------------ | ----------------- |
| En la piel de James Bond | 26 septembre 2021 |

### Programmes
| Titre                                   | Lancement        | Fin              | Saisons / épisodes        | Présentateur/trice             | État                         |
| --------------------------------------- | ---------------- | ---------------- | ------------------------- | ------------------------------ | ---------------------------- |
| Paca la Piraña, ¿dígame?                | 31 mai 2020      | 26 décembre 2020 | 2 saisons / 14 épisodes   | Paca la Piraña                 | Terminé                      |
| Let's Foq: El Reencuentro               | 20 décembre 2020 | 10 janvier 2021  | 1 saison / 2 programmes   | Jonathan Ruiz                  | Terminé                      |
| Paca te lleva al huerto                 | 14 février 2021  | 18 avril 2021    | 1 saison / 10 programmes  | Paca la Piraña                 | Terminé                      |
| Love Island España: Lo que no has visto | 16 avril 2021    | 1er juillet 2022 | 2 saisons / 12 programmes | Cristina Pedroche              | Terminé                      |
| Drag Race España                        | 30 mai 2021      |                  | 2 saisons / 20 programmes | Supremme de Luxe               | Renouvelée jusqu'à 3 saisons |
| Los amigos de Edu                       | 28 novembre 2021 | 19 décembre 2021 | 1 saison / 4 épisodes     | Edu Aguirre                    | Terminé                      |
| Reinas al rescate                       | 10 juillet 2022  |                  | 1 saison / 4 programmes   | Srupremme de Luxe              | En diffusion                 |
| Usted está aquí                         | 24 juillet 2022  |                  | 1 saison / 6 programmes   | El Gran Wyoming / David Trueba |                              |
| En attente de lancement                 |                  |                  |                           |                                |                              |
| Drag Race España All Stars              | À venir          | À venir          | 1 saison / ? épisodes     | Supremme de Luxe               | En attente de lancement      |

## Fonctionnement sur les appareils
Atresplayer fonctionne actuellement sur les ordinateurs, les smartphones, les tablettes, les navigateurs et certaines marques de téléviseurs (Smart TV). Son application est compatible avec les systèmes d'exploitation : appareils mobiles tels qu'Android, iOS (y compris iPadOS), consoles de jeu telles que Xbox (Xbox 360, Xbox One et Xbox Series X/S) et PlayStation (PS4/5). Il est également compatible avec des navigateurs tels que Google Chrome, Mozilla Firefox, Internet Explorer, Microsoft Edge, Safari et Opera. Il est également disponible sur les ordinateurs Windows et macOS. Téléviseurs connectés fabriqués par Samsung, Sony et LG. Il est également disponible pour les lecteurs multimédias tels que Apple TV, Roku, Chromecast, webOS, Tizen OS, Amazon Fire TV et Android TV, à la fois sur les téléviseurs et les lecteurs externes tels que la Xiaomi Mi Box S et la NVIDIA Shield TV, entre autres.